# فهرست فرودگاه‌های استرالیای غربی
این مقاله شامل فهرست فرودگاه‌های استرالیای غربی در کشور استرالیا است.

## فهرست فرودگاه‌ها
| مکان                          | نام فرودگاه                                        | نوع          | ایکائو | یاتا | مختصات                                                          |
| ----------------------------- | -------------------------------------------------- | ------------ | ------ | ---- | --------------------------------------------------------------- |
| آلبانی                        | فرودگاه آلبانی (استرالیا)                          | همگانی       | YABA   | ALH  | ۳۴°۵۶′۳۶″ جنوبی ۱۱۷°۴۸′۳۲″ شرقی / ۳۴٫۹۴۳۳۳°جنوبی ۱۱۷٫۸۰۸۸۹°شرقی |
| Anjo Peninsula                | پایگاه هوایی مونگالالو تروسکات                     | خصوصی        | YTST   |      | ۱۴°۰۵′۲۳″ جنوبی ۱۲۶°۲۲′۵۱″ شرقی / ۱۴٫۰۸۹۷۲°جنوبی ۱۲۶٫۳۸۰۸۳°شرقی |
| Argyle Downs                  | فرودگاه آرگایل داونز                               | خصوصی        |        | AGY  | ۱۶°۲۱′ جنوبی ۱۲۸°۴۵′ شرقی / ۱۶٫۳۵۰°جنوبی ۱۲۸٫۷۵۰°شرقی           |
| Balgo                         | Balgo Hill Airport                                 | همگانی       | YBGO   | BQW  | ۲۰°۰۸′۵۴″ جنوبی ۱۲۷°۵۸′۲۴″ شرقی / ۲۰٫۱۴۸۳۳°جنوبی ۱۲۷٫۹۷۳۳۳°شرقی |
| Barimunya                     | Barimunya Airport                                  | خصوصی        | YBRY   |      | ۲۲°۴۰′۲۶″ جنوبی ۱۱۹°۰۹′۵۸″ شرقی / ۲۲٫۶۷۳۸۹°جنوبی ۱۱۹٫۱۶۶۱۱°شرقی |
| جزیره بارو                    | Barrow Island Airport                              | خصوصی        | YBWX   |      | ۲۰°۵۱′۵۷″ جنوبی ۱۱۵°۲۴′۱۷″ شرقی / ۲۰٫۸۶۵۸۳°جنوبی ۱۱۵٫۴۰۴۷۲°شرقی |
| Bellevue، پرت (استرالیا)      | Bellevue Airport                                   | خصوصی        | YBLU   |      | ۲۷°۳۶′۴۶″ جنوبی ۱۲۰°۳۵′۳۸″ شرقی / ۲۷٫۶۱۲۷۸°جنوبی ۱۲۰٫۵۹۳۸۹°شرقی |
| Brockman 2 mine               | Brockman Airport                                   | خصوصی        | YBKM   |      | ۲۲°۲۳′۱۸″ جنوبی ۱۱۷°۲۲′۱۸″ شرقی / ۲۲٫۳۸۸۳۳°جنوبی ۱۱۷٫۳۷۱۶۷°شرقی |
| Brockman 4 mine               | Boolgeeda Airport                                  | خصوصی        | YBGD   |      | ۲۲°۳۲′۲۴″ جنوبی ۱۱۷°۱۶′۳۰″ شرقی / ۲۲٫۵۴۰۰۰°جنوبی ۱۱۷٫۲۷۵۰۰°شرقی |
| Bronzewing Gold Mine          | Bronzewing Airport                                 | خصوصی        | YBWG   |      | ۲۷°۲۱′۵۶″ جنوبی ۱۲۱°۰۲′۰۹″ شرقی / ۲۷٫۳۶۵۵۶°جنوبی ۱۲۱٫۰۳۵۸۳°شرقی |
| Broome                        | فرودگاه بین‌المللی بروم                             | همگانی       | YBRM   | BME  | ۱۷°۵۶′۵۹″ جنوبی ۱۲۲°۱۳′۴۰″ شرقی / ۱۷٫۹۴۹۷۲°جنوبی ۱۲۲٫۲۲۷۷۸°شرقی |
| Bullsbrook، پرت (استرالیا)    | فرودگاه نیروی هوایی سلطنتی استرالیا در پایگاه پیرس | نظامی        | YPEA   |      | ۳۱°۴۰′۰۴″ جنوبی ۱۱۶°۰۰′۵۴″ شرقی / ۳۱٫۶۶۷۷۸°جنوبی ۱۱۶٫۰۱۵۰۰°شرقی |
| بانبری                        | فرودگاه بنبری                                      | همگانی       | YBUN   | BUY  | ۳۳°۲۲′۴۱″ جنوبی ۱۱۵°۴۰′۳۷″ شرقی / ۳۳٫۳۷۸۰۶°جنوبی ۱۱۵٫۶۷۶۹۴°شرقی |
| باسلتون                       | فرودگاه منطقه‌ای باسلتون                            | همگانی       | YBLN   | BQB  | ۳۳°۴۱′۱۴″ جنوبی ۱۱۵°۲۴′۰۱″ شرقی / ۳۳٫۶۸۷۲۲°جنوبی ۱۱۵٫۴۰۰۲۸°شرقی |
| Carnarvon                     | فرودگاه کارنارون                                   | همگانی       | YCAR   | CVQ  | ۲۴°۵۲′۵۰″ جنوبی ۱۱۳°۴۰′۲۰″ شرقی / ۲۴٫۸۸۰۵۶°جنوبی ۱۱۳٫۶۷۲۲۲°شرقی |
| Christmas Creek Station       | فرودگاه کریسمس کریک                                | همگانی       | YCRK   | CXQ  | ۱۸°۵۳′ جنوبی ۱۲۵°۵۵′ شرقی / ۱۸٫۸۸۳°جنوبی ۱۲۵٫۹۱۷°شرقی           |
| Cloud Break mine              | Fortescue Dave Forrest Airport                     | خصوصی        | YFDF   |      | ۲۲°۱۷′۳۱″ جنوبی ۱۱۹°۲۶′۱۴″ شرقی / ۲۲٫۲۹۱۹۴°جنوبی ۱۱۹٫۴۳۷۲۲°شرقی |
| Coondewanna                   | Coondewanna Airport                                | خصوصی        | YCWA   |      | ۲۲°۵۸′۰۰″ جنوبی ۱۱۸°۴۸′۰۸″ شرقی / ۲۲٫۹۶۶۶۷°جنوبی ۱۱۸٫۸۰۲۲۲°شرقی |
| Cue                           | Cue Airport                                        | همگانی       | YCUE   | CUY  | ۲۷°۲۶′۴۸″ جنوبی ۱۱۷°۵۵′۰۶″ شرقی / ۲۷٫۴۴۶۶۷°جنوبی ۱۱۷٫۹۱۸۳۳°شرقی |
| Cunderdin                     | Cunderdin Airport                                  | همگانی       | YCUN   |      | ۳۱°۳۷′۲۰″ جنوبی ۱۱۷°۱۳′۰۰″ شرقی / ۳۱٫۶۲۲۲۲°جنوبی ۱۱۷٫۲۱۶۶۷°شرقی |
| Darlot-Centenary Gold Mine    | Darlot Airport                                     | خصوصی        | YDLO   |      | ۲۷°۵۲′۲۵″ جنوبی ۱۲۱°۱۶′۱۸″ شرقی / ۲۷٫۸۷۳۶۱°جنوبی ۱۲۱٫۲۷۱۶۷°شرقی |
| Denham                        | فرودگاه خلیج کوسه                                  | همگانی       | YSHK   | MJK  | ۲۵°۵۳′۳۶″ جنوبی ۱۱۳°۳۴′۳۶″ شرقی / ۲۵٫۸۹۳۳۳°جنوبی ۱۱۳٫۵۷۶۶۷°شرقی |
| Derby                         | Derby Airport                                      | همگانی       | YDBY   | DRB  | ۱۷°۲۲′۱۲″ جنوبی ۱۲۳°۳۹′۳۸″ شرقی / ۱۷٫۳۷۰۰۰°جنوبی ۱۲۳٫۶۶۰۵۶°شرقی |
| Derby                         | فرودگاه نیروی هوایی سلطنتی استرالیا در کرتین       | نظامی/همگانی | YCIN   | DCN  | ۱۷°۳۴′۵۳″ جنوبی ۱۲۳°۴۹′۴۲″ شرقی / ۱۷٫۵۸۱۳۹°جنوبی ۱۲۳٫۸۲۸۳۳°شرقی |
| Exmouth                       | فرودگاه نیروی هوایی سلطنتی استرالیا در لیرمونت     | نظامی/همگانی | YPLM   | LEA  | ۲۲°۱۴′۰۹″ جنوبی ۱۱۴°۰۵′۱۹″ شرقی / ۲۲٫۲۳۵۸۳°جنوبی ۱۱۴٫۰۸۸۶۱°شرقی |
| Fitzroy Crossing              | Fitzroy Crossing Airport                           | همگانی       | YFTZ   | FIZ  | ۱۸°۱۰′۵۵″ جنوبی ۱۲۵°۳۳′۳۱″ شرقی / ۱۸٫۱۸۱۹۴°جنوبی ۱۲۵٫۵۵۸۶۱°شرقی |
| Forrest                       | فرودگاه فارست                                      | همگانی       | YFRT   | FOS  | ۳۰°۵۰′۱۸″ جنوبی ۱۲۸°۰۶′۵۴″ شرقی / ۳۰٫۸۳۸۳۳°جنوبی ۱۲۸٫۱۱۵۰۰°شرقی |
| Forrestania                   | Forrestania Airport                                | خصوصی        | YFTA   |      | ۳۲°۳۴′۴۲″ جنوبی ۱۱۹°۴۲′۲۴″ شرقی / ۳۲٫۵۷۸۳۳°جنوبی ۱۱۹٫۷۰۶۶۷°شرقی |
| Garden Island                 | فرودگاه هماس استرلینگ                              | نظامی        | YGAD   |      | ۳۲°۱۴′۳۰″ جنوبی ۱۱۵°۴۱′۰۰″ شرقی / ۳۲٫۲۴۱۶۷°جنوبی ۱۱۵٫۶۸۳۳۳°شرقی |
| جرالدتون                      | فرودگاه جرالدتن                                    | همگانی       | YGEL   | GET  | ۲۸°۴۷′۴۶″ جنوبی ۱۱۴°۴۲′۲۷″ شرقی / ۲۸٫۷۹۶۱۱°جنوبی ۱۱۴٫۷۰۷۵۰°شرقی |
| Gibson                        | فرودگاه اسپرانس                                    | همگانی       | YESP   | EPR  | ۳۳°۴۱′۰۴″ جنوبی ۱۲۱°۴۹′۲۲″ شرقی / ۳۳٫۶۸۴۴۴°جنوبی ۱۲۱٫۸۲۲۷۸°شرقی |
| Gingin                        | فرودگاه نیروی هوایی سلطنتی استرالیا در جینجین      | نظامی        | YGIG   |      | ۳۱°۲۷′۵۴″ جنوبی ۱۱۵°۵۱′۴۸″ شرقی / ۳۱٫۴۶۵۰۰°جنوبی ۱۱۵٫۸۶۳۳۳°شرقی |
| Golden Grove Mine             | Golden Grove Airport                               | خصوصی        | YGGE   |      | ۲۸°۴۵′۵۴″ جنوبی ۱۱۶°۵۸′۱۸″ شرقی / ۲۸٫۷۶۵۰۰°جنوبی ۱۱۶٫۹۷۱۶۷°شرقی |
| Granny Smith Gold Mine        | Granny Smith Airport                               | خصوصی        | YGRS   |      | ۲۸°۴۵′۴۸″ جنوبی ۱۲۲°۲۶′۱۸″ شرقی / ۲۸٫۷۶۳۳۳°جنوبی ۱۲۲٫۴۳۸۳۳°شرقی |
| Halls Creek                   | فرودگاه صحرایی هالیبورتن                           | همگانی       | YHLC   | HCQ  | ۱۸°۱۴′۰۲″ جنوبی ۱۲۷°۴۰′۱۱″ شرقی / ۱۸٫۲۳۳۸۹°جنوبی ۱۲۷٫۶۶۹۷۲°شرقی |
| Jandakot، پرت (استرالیا)      | فرودگاه جانداکوت                                   | همگانی       | YPJT   | JAD  | ۳۲°۰۵′۵۱″ جنوبی ۱۱۵°۵۲′۵۲″ شرقی / ۳۲٫۰۹۷۵۰°جنوبی ۱۱۵٫۸۸۱۱۱°شرقی |
| Jundee Gold Mine              | Jundee Airport                                     | خصوصی        | YJUN   |      | ۲۶°۲۵′۱۸″ جنوبی ۱۲۰°۳۴′۳۶″ شرقی / ۲۶٫۴۲۱۶۷°جنوبی ۱۲۰٫۵۷۶۶۷°شرقی |
| Jurien Bay                    | فرودگاه یورین بی                                   | همگانی       | YJNB   | JUR  | ۳۰°۱۸′۱۲″ جنوبی ۱۱۵°۰۳′۱۸″ شرقی / ۳۰٫۳۰۳۳۳°جنوبی ۱۱۵٫۰۵۵۰۰°شرقی |
| Kalbarri                      | فرودگاه کالباری                                    | همگانی       | YKBR   | KAX  | ۲۷°۴۱′۳۰″ جنوبی ۱۱۴°۱۵′۳۶″ شرقی / ۲۷٫۶۹۱۶۷°جنوبی ۱۱۴٫۲۶۰۰۰°شرقی |
| کالگورلی                      | فرودگاه کالگورلی-بولدر                             | همگانی       | YPKG   | KGI  | ۳۰°۴۷′۲۲″ جنوبی ۱۲۱°۲۷′۴۲″ شرقی / ۳۰٫۷۸۹۴۴°جنوبی ۱۲۱٫۴۶۱۶۷°شرقی |
| Kambalda                      | Kambalda Airport                                   | خصوصی        | YKBL   |      | ۳۱°۱۱′۲۴″ جنوبی ۱۲۱°۳۵′۵۴″ شرقی / ۳۱٫۱۹۰۰۰°جنوبی ۱۲۱٫۵۹۸۳۳°شرقی |
| Karara                        | Karara Airport                                     | خصوصی        | YKAR   |      | ۲۹°۱۳′۰۰″ جنوبی ۱۱۶°۴۱′۱۲″ شرقی / ۲۹٫۲۱۶۶۷°جنوبی ۱۱۶٫۶۸۶۶۷°شرقی |
| Karratha                      | فرودگاه کاراتا                                     | همگانی       | YPKA   | KTA  | ۲۰°۴۲′۴۴″ جنوبی ۱۱۶°۴۶′۲۴″ شرقی / ۲۰٫۷۱۲۲۲°جنوبی ۱۱۶٫۷۷۳۳۳°شرقی |
| Katanning                     | Katanning Airport                                  | همگانی       | YKNG   |      | ۳۳°۴۱′۵۸″ جنوبی ۱۱۷°۳۹′۱۸″ شرقی / ۳۳٫۶۹۹۴۴°جنوبی ۱۱۷٫۶۵۵۰۰°شرقی |
| Kununurra                     | فرودگاه کونونورا                                   | همگانی       | YPKU   | KNX  | ۱۵°۴۶′۴۱″ جنوبی ۱۲۸°۴۲′۲۷″ شرقی / ۱۵٫۷۷۸۰۶°جنوبی ۱۲۸٫۷۰۷۵۰°شرقی |
| Lake Argyle                   | فرودگاه آرگیل                                      | خصوصی        | YARG   | GYL  | ۱۶°۳۸′۱۳″ جنوبی ۱۲۸°۲۷′۰۵″ شرقی / ۱۶٫۶۳۶۹۴°جنوبی ۱۲۸٫۴۵۱۳۹°شرقی |
| Lake Gregory                  | Lake Gregory Airport                               | همگانی       |        | LGE  | ۲۰°۰۶′۳۲″ جنوبی ۱۲۷°۳۷′۰۷″ شرقی / ۲۰٫۱۰۸۸۹°جنوبی ۱۲۷٫۶۱۸۶۱°شرقی |
| Lake Johnston                 | Lake Johnston Airport                              | خصوصی        | YLJN   |      | ۳۲°۱۹′۰۶″ جنوبی ۱۲۰°۳۳′۱۸″ شرقی / ۳۲٫۳۱۸۳۳°جنوبی ۱۲۰٫۵۵۵۰۰°شرقی |
| Laverton                      | فرودگاه لاورتن                                     | همگانی       | YLTN   | LVO  | ۲۸°۳۶′۴۹″ جنوبی ۱۲۲°۲۵′۲۶″ شرقی / ۲۸٫۶۱۳۶۱°جنوبی ۱۲۲٫۴۲۳۸۹°شرقی |
| Lawlers Gold Mine             | Lawlers Airport                                    | خصوصی        | YLAW   |      | ۲۸°۰۵′۲۴″ جنوبی ۱۲۰°۳۲′۲۴″ شرقی / ۲۸٫۰۹۰۰۰°جنوبی ۱۲۰٫۵۴۰۰۰°شرقی |
| Leinster                      | فرودگاه لینستر                                     | همگانی       | YLST   | LER  | ۲۷°۵۰′۳۶″ جنوبی ۱۲۰°۴۲′۱۲″ شرقی / ۲۷٫۸۴۳۳۳°جنوبی ۱۲۰٫۷۰۳۳۳°شرقی |
| Leonora                       | فرودگاه لئونورا                                    | همگانی       | YLEO   | LNO  | ۲۸°۵۲′۴۱″ جنوبی ۱۲۱°۱۸′۵۳″ شرقی / ۲۸٫۸۷۸۰۶°جنوبی ۱۲۱٫۳۱۴۷۲°شرقی |
| مندورا                        | Murray Field Airport                               | خصوصی        | YMUL   |      | ۳۲°۳۰′۳۷″ جنوبی ۱۱۵°۵۰′۰۰″ شرقی / ۳۲٫۵۱۰۲۸°جنوبی ۱۱۵٫۸۳۳۳۳°شرقی |
| Manjimup                      | Manjimup Airport                                   | همگانی       | YMJM   |      | ۳۴°۱۵′۵۵″ جنوبی ۱۱۶°۰۸′۲۵″ شرقی / ۳۴٫۲۶۵۲۸°جنوبی ۱۱۶٫۱۴۰۲۸°شرقی |
| Margaret River                | Margaret River Airport                             | همگانی       | YMGT   |      | ۳۳°۵۵′۴۸″ جنوبی ۱۱۵°۰۶′۰۰″ شرقی / ۳۳٫۹۳۰۰۰°جنوبی ۱۱۵٫۱۰۰۰۰°شرقی |
| Meekatharra                   | فرودگاه میکاتارا                                   | همگانی       | YMEK   | MKR  | ۲۶°۳۶′۴۲″ جنوبی ۱۱۸°۳۲′۵۲″ شرقی / ۲۶٫۶۱۱۶۷°جنوبی ۱۱۸٫۵۴۷۷۸°شرقی |
| Morawa                        | Morawa Airport                                     | همگانی       | YMRW   |      | ۲۹°۱۲′۰۵″ جنوبی ۱۱۶°۰۱′۱۹″ شرقی / ۲۹٫۲۰۱۳۹°جنوبی ۱۱۶٫۰۲۱۹۴°شرقی |
| Mount Keith Mine              | Mount Keith Airport                                | خصوصی        | YMNE   | WME  | ۲۷°۱۷′۱۱″ جنوبی ۱۲۰°۳۳′۱۷″ شرقی / ۲۷٫۲۸۶۳۹°جنوبی ۱۲۰٫۵۵۴۷۲°شرقی |
| Mount Magnet                  | فرودگاه ماونت مگنیت                                | همگانی       | YMOG   | MMG  | ۲۸°۰۶′۵۸″ جنوبی ۱۱۷°۵۰′۳۰″ شرقی / ۲۸٫۱۱۶۱۱°جنوبی ۱۱۷٫۸۴۱۶۷°شرقی |
| Mullewa                       | Mullewa Airport                                    | همگانی       | YMWA   | MXU  | ۲۸°۲۸′۲۶″ جنوبی ۱۱۵°۳۱′۰۴″ شرقی / ۲۸٫۴۷۳۸۹°جنوبی ۱۱۵٫۵۱۷۷۸°شرقی |
| Murrin Murrin Joint Venture   | Murrin Murrin Airport                              | خصوصی        | YMMI   |      | ۲۸°۴۲′۱۹″ جنوبی ۱۲۱°۵۳′۲۶″ شرقی / ۲۸٫۷۰۵۲۸°جنوبی ۱۲۱٫۸۹۰۵۶°شرقی |
| Newman                        | فرودگاه نیومن                                      | همگانی       | YNWN   | ZNE  | ۲۳°۲۵′۰۴″ جنوبی ۱۱۹°۴۸′۱۰″ شرقی / ۲۳٫۴۱۷۷۸°جنوبی ۱۱۹٫۸۰۲۷۸°شرقی |
| Nifty Copper Mine             | Nifty Airport                                      | خصوصی        | YCNF   |      | ۲۱°۴۰′۲۵″ جنوبی ۱۲۱°۳۵′۴۱″ شرقی / ۲۱٫۶۷۳۶۱°جنوبی ۱۲۱٫۵۹۴۷۲°شرقی |
| Norseman                      | Norseman Airport                                   | همگانی       | YNSM   |      | ۳۲°۱۲′۳۴″ جنوبی ۱۲۱°۴۵′۱۶″ شرقی / ۳۲٫۲۰۹۴۴°جنوبی ۱۲۱٫۷۵۴۴۴°شرقی |
| Onslow                        | Onslow Airport                                     | همگانی       | YOLW   | ONS  | ۲۱°۴۰′۰۶″ جنوبی ۱۱۵°۰۶′۴۷″ شرقی / ۲۱٫۶۶۸۳۳°جنوبی ۱۱۵٫۱۱۳۰۶°شرقی |
| Paraburdoo                    | فرودگاه پارابوردو                                  | همگانی       | YPBO   | PBO  | ۲۳°۱۰′۱۷″ جنوبی ۱۱۷°۴۴′۴۴″ شرقی / ۲۳٫۱۷۱۳۹°جنوبی ۱۱۷٫۷۴۵۵۶°شرقی |
| Perth Airport، پرت (استرالیا) | فرودگاه پرث                                        | همگانی       | YPPH   | PER  | ۳۱°۵۶′۲۵″ جنوبی ۱۱۵°۵۸′۰۱″ شرقی / ۳۱٫۹۴۰۲۸°جنوبی ۱۱۵٫۹۶۶۹۴°شرقی |
| Plutonic Gold Mine            | Plutonic Airport                                   | خصوصی        | YPLU   |      | ۲۵°۱۸′۴۸″ جنوبی ۱۱۹°۲۵′۲۴″ شرقی / ۲۵٫۳۱۳۳۳°جنوبی ۱۱۹٫۴۲۳۳۳°شرقی |
| Port Hedland                  | فرودگاه بین‌المللی پورت هدلند                       | همگانی       | YPPD   | PHE  | ۲۰°۲۲′۴۰″ جنوبی ۱۱۸°۳۷′۳۵″ شرقی / ۲۰٫۳۷۷۷۸°جنوبی ۱۱۸٫۶۲۶۳۹°شرقی |
| Ravensthorpe                  | فرودگاه رونس‌ثورپ                                   | همگانی       | YNRV   | RVT  | ۳۳°۴۷′۵۰″ جنوبی ۱۲۰°۱۲′۲۹″ شرقی / ۳۳٫۷۹۷۲۲°جنوبی ۱۲۰٫۲۰۸۰۶°شرقی |
| جزیره راتنست                  | فرودگاه رتنست ایسلند                               | همگانی       | YRTI   | RTS  | ۳۲°۰۰′۲۴″ جنوبی ۱۱۵°۳۲′۲۳″ شرقی / ۳۲٫۰۰۶۶۷°جنوبی ۱۱۵٫۵۳۹۷۲°شرقی |
| Shay Gap                      | Shay Gap Airport                                   | خصوصی        | YSHG   |      | ۲۰°۲۵′۳۰″ جنوبی ۱۲۰°۰۸′۲۴″ شرقی / ۲۰٫۴۲۵۰۰°جنوبی ۱۲۰٫۱۴۰۰۰°شرقی |
| Southern Cross                | Southern Cross Airport                             | خصوصی        | YSCR   |      | ۳۱°۱۴′۲۵″ جنوبی ۱۱۹°۲۱′۳۵″ شرقی / ۳۱٫۲۴۰۲۸°جنوبی ۱۱۹٫۳۵۹۷۲°شرقی |
| Springvale                    | Springvale Airport                                 | همگانی       |        | ZVG  | ۱۷°۴۷′۱۳″ جنوبی ۱۲۷°۴۰′۱۲″ شرقی / ۱۷٫۷۸۶۹۴°جنوبی ۱۲۷٫۶۷۰۰۰°شرقی |
| Sunrise Dam Gold Mine         | Sunrise Dam Airport                                | خصوصی        | YSRD   |      | ۲۹°۰۵′۵۴″ جنوبی ۱۲۲°۲۷′۱۸″ شرقی / ۲۹٫۰۹۸۳۳°جنوبی ۱۲۲٫۴۵۵۰۰°شرقی |
| Telfer Mine                   | Telfer Airport                                     | خصوصی        | YTEF   |      | ۲۱°۴۲′۵۴″ جنوبی ۱۲۲°۱۳′۴۳″ شرقی / ۲۱٫۷۱۵۰۰°جنوبی ۱۲۲٫۲۲۸۶۱°شرقی |
| Tom Price                     | فرودگاه تام پرایس                                  | همگانی       | YTMP   | TPR  | ۲۲°۴۴′۴۶″ جنوبی ۱۱۷°۵۲′۰۸″ شرقی / ۲۲٫۷۴۶۱۱°جنوبی ۱۱۷٫۸۶۸۸۹°شرقی |
| Troughton Island              | Troughton Island Airport                           | خصوصی        | YTTI   |      | ۱۳°۴۵′۰۶″ جنوبی ۱۲۶°۰۸′۵۴″ شرقی / ۱۳٫۷۵۱۶۷°جنوبی ۱۲۶٫۱۴۸۳۳°شرقی |
| Warburton                     | Warburton Airport                                  | همگانی       | YWBR   |      | ۲۶°۰۷′۴۲″ جنوبی ۱۲۶°۳۵′۰۰″ شرقی / ۲۶٫۱۲۸۳۳°جنوبی ۱۲۶٫۵۸۳۳۳°شرقی |
| Wiluna                        | فرودگاه ویلونا                                     | همگانی       | YWLU   | WUN  | ۲۶°۳۷′۴۸″ جنوبی ۱۲۰°۱۳′۱۲″ شرقی / ۲۶٫۶۳۰۰۰°جنوبی ۱۲۰٫۲۲۰۰۰°شرقی |
| Windarling Mine               | Windarling Airport                                 | خصوصی        | YWDG   |      | ۳۰°۰۱′۵۴″ جنوبی ۱۱۹°۲۳′۲۴″ شرقی / ۳۰٫۰۳۱۶۷°جنوبی ۱۱۹٫۳۹۰۰۰°شرقی |
| Woodie Woodie Mine            | Woodie Woodie Airport                              | خصوصی        | YWWI   |      | ۲۱°۳۸′۴۲″ جنوبی ۱۲۱°۱۱′۳۰″ شرقی / ۲۱٫۶۴۵۰۰°جنوبی ۱۲۱٫۱۹۱۶۷°شرقی |
| Wyndham                       | Wyndham Airport                                    | همگانی       | YWYM   | WYN  | ۱۵°۳۰′۴۱″ جنوبی ۱۲۸°۰۹′۱۱″ شرقی / ۱۵٫۵۱۱۳۹°جنوبی ۱۲۸٫۱۵۳۰۶°شرقی |

## فرودگاه‌های ازبین‌رفته
| مکان                   | نام فرودگاه           | نوع    | ایکائو | یاتا | مختصات                                                          |
| ---------------------- | --------------------- | ------ | ------ | ---- | --------------------------------------------------------------- |
| کاورشم، پرت (استرالیا) | فرودگاه صحرایی کورشام | نظامی  |        |      | ۳۱°۵۰′۱۶″ جنوبی ۱۱۵°۵۸′۲۷″ شرقی / ۳۱٫۸۳۷۷۸°جنوبی ۱۱۵٫۹۷۴۱۷°شرقی |
| کورونا داونز           | فرودگاه کورونا داونز  | نظامی  |        |      | ۲۱°۲۷′۵۲″ جنوبی ۱۱۹°۵۰′۵۰″ شرقی / ۲۱٫۴۶۴۴۴°جنوبی ۱۱۹٫۸۴۷۲۲°شرقی |
| میلند، پرت (استرالیا)  | فرودگاه میلندز        | همگانی |        |      | ۳۱°۵۷′۰۰″ جنوبی ۱۱۵°۵۴′۱۸″ شرقی / ۳۱٫۹۵۰۰۰°جنوبی ۱۱۵٫۹۰۵۰۰°شرقی |
| مولیابینی              | فرودگاه مولیابینی     | نظامی  |        |      | ۳۱°۲۰′۱۶″ جنوبی ۱۱۶°۰۰′۵۵″ شرقی / ۳۱٫۳۳۷۷۸°جنوبی ۱۱۶٫۰۱۵۲۸°شرقی |